# Kambiwa
Kambiwa là một chi nhện trong họ Pholcidae.

## Các loài
Các loài trong chi này gồm:
- Kambiwa anomala (Mello-Leitão, 1918)
- Kambiwa neotropica (Kraus, 1957)